# La Neuville-au-Pont
La Neuville-au-Pont település Franciaországban, Marne megyében. Lakosainak száma 489 fő (2022. január 1.). La Neuville-au-Pont Chaudefontaine, Courtémont, Dommartin-sous-Hans, Maffrécourt, Moiremont és Vienne-la-Ville községekkel határos.

## Népesség
A település népességének változása:
| Lakosok száma | 556  | 509  | 578  | 588  | 555  | 553  | 546  | 544  | 542  | 489  |
|               | 1968 | 1982 | 1990 | 2006 | 2013 | 2015 | 2017 | 2019 | 2020 | 2022 |